# Шикха
Шикха — прядь волос на затылке, указывающая на принадлежность к брахманическому сословию. В соответствии с ведической культурой, когда человек подвергается церемонии обрезания волос (чуда-карана-самскара) и Ведической инициации (упанайана), он должен обрить голову, оставив лишь пучок волос, называемый шикхой. Имеющий шикху, может заниматься разными видами ягьи. Поэтому по индийской традиции все брахманы, вайшнавы и другие носят шикху. Хотя в шастрах не оговорен размер шикхи, Гаудийа Вайшнавы традиционно отпускает шикху размером с копыто теленка, примерно 5-6 см в диаметре. Шрила Прабхупада упоминал в беседе с учениками на Гавайях: «Шикха Гаудийа Вайшнава размером не более полутора дюймов. Большая шикха означает другую сампрадайю… И она должна быть завязана». Шикха может быть любой длины, но всегда должна быть завязана, кроме когда Вы моете, чистите или намасливаете её. Также шикха может быть не завязанной, когда Вы идете спать, находитесь на похоронах или в трауре. Такая шикха — признак смерти в семье, и выполнение с ней своих повседневных обязанностей неблагоприятно. Говорится также, что если кто-то держит свою шикху не завязанной, его тело слабеет. Когда Вы завязываете шикху после омовения, воспевайте Харе Кришна мантру или, если Вы инициированы мантрой Гайатри, тихо пойте Брахма-гайатри (первую строку Гайатри мантры). Шикху не следует заплетать (традиционно это привилегия женщин), она не должна быть растрепанной или слишком длинной.